# International Sumo Federation
Die International Sumo Federation (IFS) ist der größte internationale Dachverband des Sumō-Sports mit Mitgliedsorganisationen aus über 87 Ländern. Er wurde 1992 gegründet und ist die einzige Sumo-Organisation, die vom Internationalen Olympischen Komitee und der Welt-Anti-Doping-Agentur anerkannt ist. Der Verband ist Mitglied in der Association of IOC Recognised International Sports Federations.